# Divizia B 1992-1993
Le vincitrici di ogni gruppo vennero promosse, mentre le ultime due classificate vennero retrocesse.

## Classifica finale

### Seria I
G = Partite giocate; V = Vittorie; N = Nulle/Pareggi; P = Perse; GF = Goal fatti; GS = Goal subiti; DR = Differenza reti;

### Seria II
G = Partite giocate; V = Vittorie; N = Nulle/Pareggi; P = Perse; GF = Goal fatti; GS = Goal subiti; DR = Differenza reti;
- Olimpia Satu Mare fu penalizzata di 4 punti.